# Адріана Лекуврер (фільм, 1955)
«Адріана Лекуврер» («Adriana Lecouvreur») — італійський художній фільм 1955 року, знятий режисером Гвідо Сальвіні, знятий за однойменною оперою Франческо Чілеа.

## Сюжет
Коли на відому актрису Адріану Лекуврер нападають злочинці, її рятує вчасне втручання Моріса Саксонського; між ними спалахує пристрасне кохання.

## У ролях
- Валентіна Кортезе: Адріана Лекуврер
- Габріеле Ферцетті: Моріс Саксонський
- Ольга Віллі: принцеса Бульйонська
- Аннібале Нінчі: Принц Бульйонський
- Мемо Бенассі: Мішонне
- Леонардо Кортезе: граф Шазель
- Валерія Валері: Ла Дюкло
- Моніка Вітті: роль другого плану
- Карло Тамберлані: роль другого плану
- Б'янка Марія Фузарі: роль другого плану
- Карло Д'Анджело: роль другого плану
- Карло Ломбарді: роль другого плану
- Франко Меццера: роль другого плану
- Маріо Аддоббаті: роль другого плану
- Маріо Альтамура: роль другого плану
- Тулліо Амброзіно: роль другого плану
- Франко Кастеллані: роль другого плану
- Аніта Дель Буфало: роль другого плану
- Ренато Малавазі: роль другого плану
- Ізабелла Пероні: роль другого плану
- Іза Кверіо: роль другого плану

## Знімальна група
- Режисер: Гвідо Сальвіні
- Сценарій: Джузеппе Ді Мартіно, Гвідо Сальвіні
- Оператор: Леоніда Барбоні
- Монтаж: Долорес Тамбуріні
- Композитор: Ренцо Росселліні